# Убийство Ким Валль

Ким Валль

В августе 2017 года в заливе Кёге в Дании произошло убийство шведской журналистки Ким Валль. 10 августа 2017 года Ким Валль поднялась на борт сверхмалой подводной лодки UC3 Nautilus с намерением взять интервью у её владельца, датского предпринимателя и изобретателя Петера Мадсена. На следующий день подводная лодка была найдена затонувшей, спасшийся Мадсен был задержан, а Валль была объявлена пропавшей без вести. С 21 августа по 29 ноября части расчленённого тела Валль были найдены в разных местах залива Кёге.
25 апреля 2018 года городской суд Копенгагена признал Мадсена виновным в убийстве Валль и приговорил его к пожизненному заключению. После убийства родители Валль создали фонд в её честь, который ежегодно присуждает грант в размере 5 тысяч долларов женщинам-журналистам. Подводная лодка Nautilus была уничтожена по решению суда.
В датских и шведских СМИ этот инцидент известен как «Дело о подводной лодке» (дат. Ubådssagen; швед. Ubåtsfallet).

## Предыстория

### Ким Валль
Ким Изабель Фредрика Валль (швед. Kim Isabel Fredrika Wall) родилась 23 марта 1987 года в семье журналистов Ингрид (род. 1956) и Йоакима Валль (род. 1952—2023). Выросла в Треллеборге в лене Сконе. У Валль был младший брат Том. Училась в гимназии Мальмё Боргарскола по программе международного бакалавриата. В 2011 году Валль получила степень бакалавра по программе «Международные отношения» в Лондонской школе экономики и политических наук. Во время обучения несколько месяцев провела в Пекинском университете. Также окончила магистерскую программу школы журналистики Колумбийского университета. Для обучения в университете получила стипендию от шведского общества Америки.
Валль писала статьи для таких изданий, как Harper’s Bazaar, The Guardian, New York Times, Vice, Slate и TIME. Некоторые статьи были посвящены послевоенному периоду в Шри-Ланке, последствию землетрясений на Гаити в 2015 году и камере пыток президента Уганды Иди Амина. В 2016 году Валль получила премию Хансель Мит в категории «Лучший цифровой репортаж» за статью «Исход» о ядерных испытаниях и изменении климата на Маршалловых островах.
На момент инцидента проживала в Копенгагене со своим бойфрендом Оле Стоббе Нильсеном (швед. Ole Stobbe Nielsen). Знала шведский, английский и китайский языки.

### Петер Мадсен

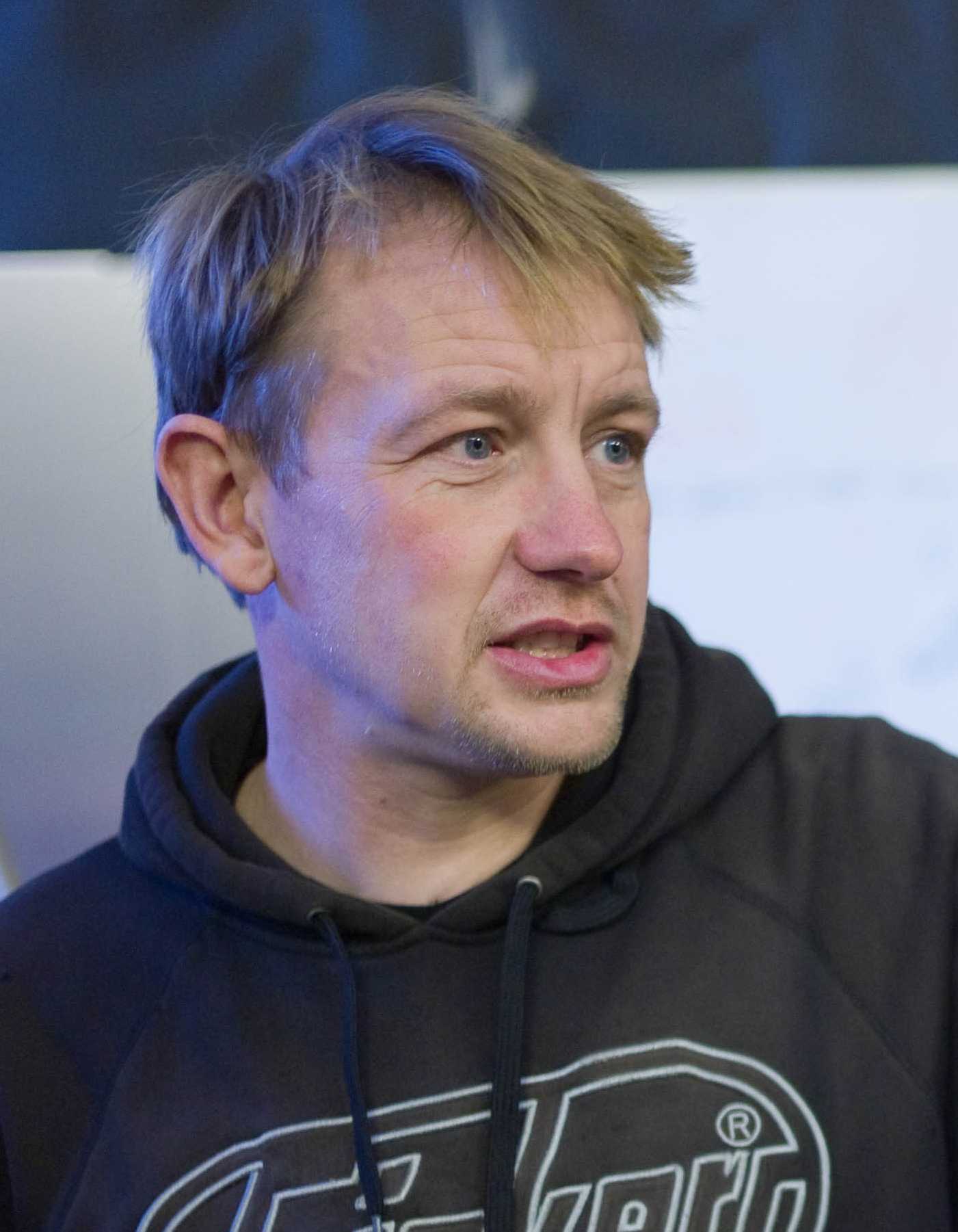
Петер Мадсен

Петер Лангкьер Мадсен (дат. Peter Langkjær Madsen) родился 12 января 1971 года в семье Энни и Карла Мадсенов. Вырос в посёлке Сэби и в Хонге в коммуне Калуннборг. У него было три единоутробных старших брата. Когда Мадсену было шесть лет, Энни ушла от Карла, забрав всех детей, кроме Петера.
Мадсен начал интересоваться химией и физикой, когда учился в муниципальной школе Хонг. Интересы Мадсена к ракетостроению поддерживали учитель химии и физики Йоханнес Фишер и учитель математики и по работе с металлом Эрлинг Мебус Йенсен. 3 марта 1986 года Мадсен разработал и запустил свою первую большую ракету в Хонге. В 1987 году Мадсен поступил в гимназию в Калундборге, куда вскоре переехал. В 1990 году умирает Карл Мадсен.
В 2008 году Мадсен вместе с датским архитектором Кристианом фон Бенгтсоном основал Copenhagen Suborbitals. В июне 2014 года он покинул проект. В ноябре 2011 года Мадсен женился в Копенгагене на женщине, работавшей в киноиндустрии. Совместных детей у пары не было.
К 2017 году Мадсен построил 3 субмарины: UC1 Freya, UC2 Kraka и UC3 Nautilus.

### UC3 Nautilus

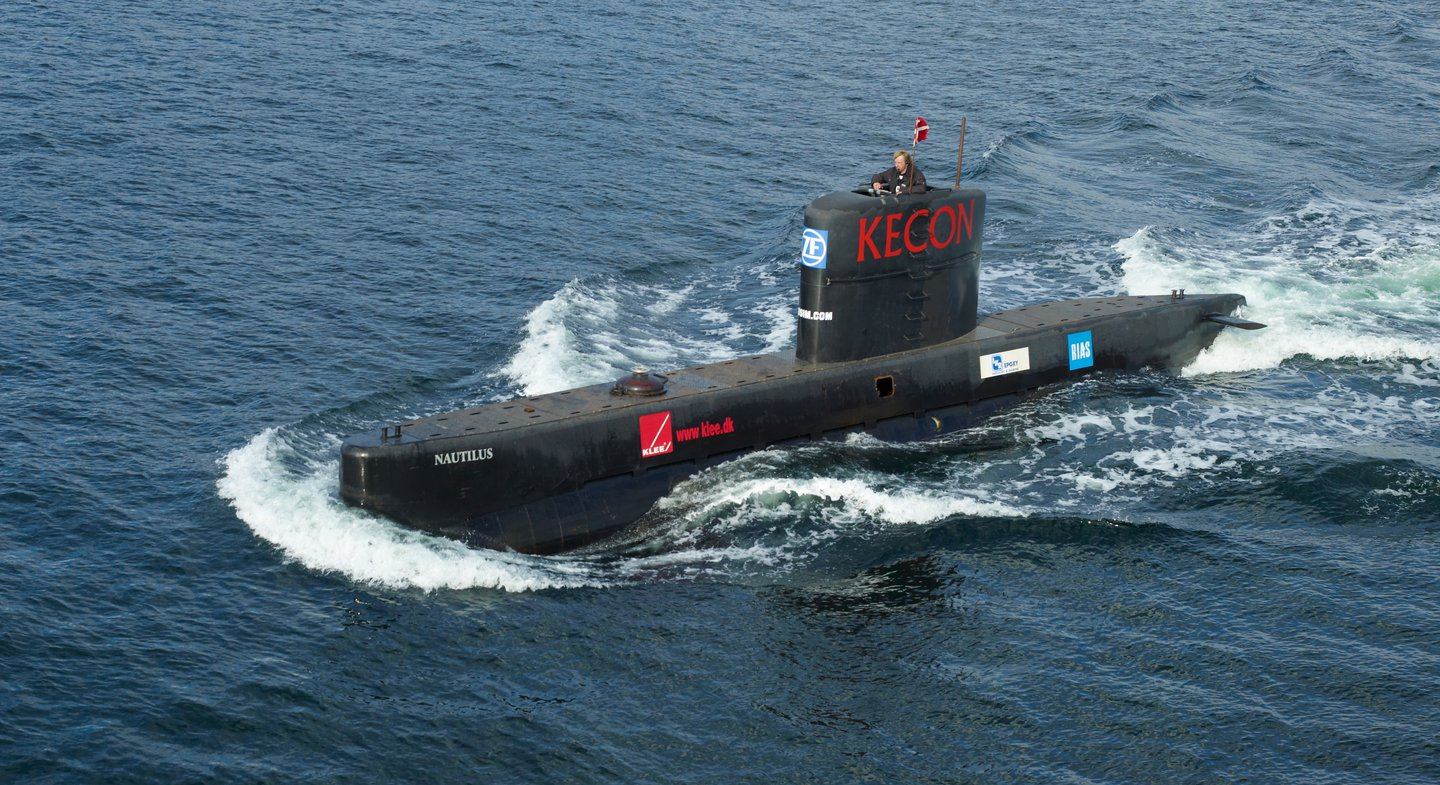
UC3 Nautilus

UC3 Nautilus был спущен на воду в 2008 году. Длина лодки была 17,76 м, ширина — 2 м. Nautilus была одной из крупнейших в мире частных подводных лодок. Подводная лодка использовалась в разных целях, в том числе для перевозки ракеты из Копенгагена на остров Борнхольм в 2010 году, после чего субмарина пострадала вследствие пожара. После длительных ремонтных работ Nautilus был снова спущен на воду в апреле 2017 года. В подводной лодке располагались спальный отсек, кухня, туалет и комната, которая могла вместить восемь человек.

### Встреча Валль и Мадсена
Весной 2017 года Валль и Мадсен начали вести переписку по электронной почте с целью проведения интервью.
10 августа 2017 года Валль и Оле Стоббе готовились к проведению прощальной вечеринки в Рефсхалеёэне перед переездом в Пекин, назначенным на 16 августа. Перед вечеринкой Валль получила сообщение от Мадсена с предложением взять у него интервью на борту его подводной лодки Nautilus. Валль согласилась на интервью и поднялась на борт Nautilus около 19:00.

## Исчезновение Валль и нахождение её останков

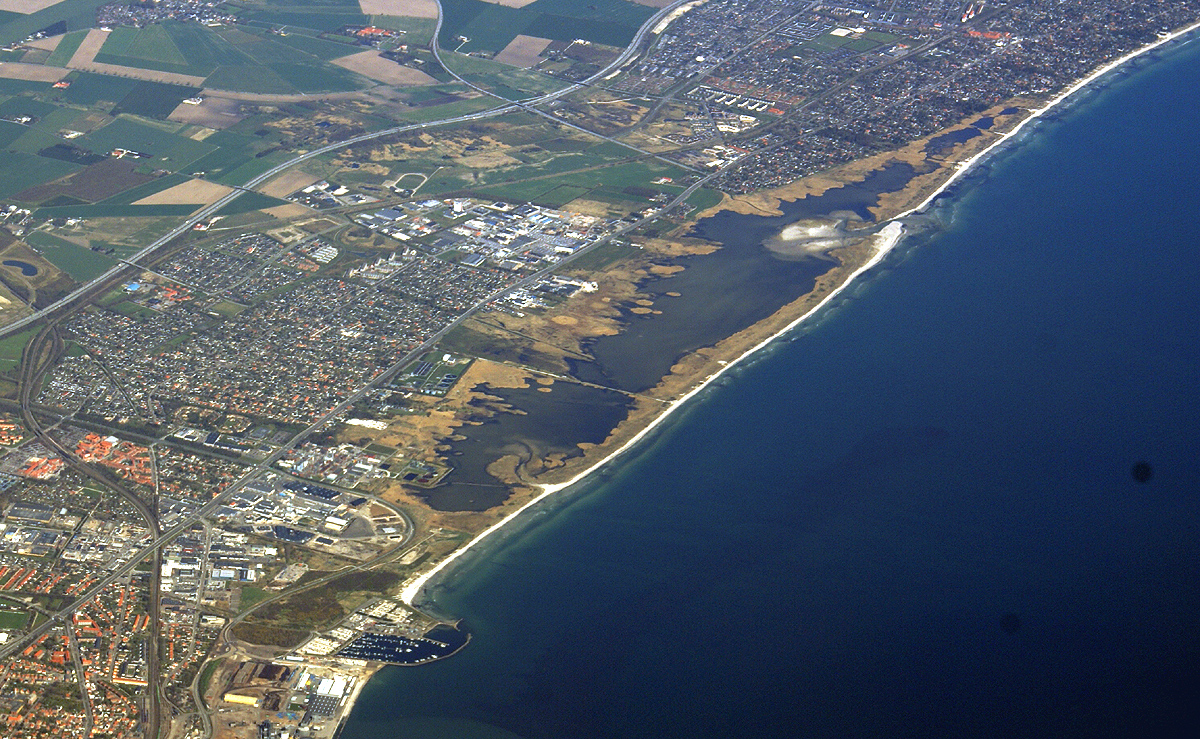
Залив Кёге

В 20:20 подводная лодка прошла в опасной близости от круизного лайнера AIDAbella между фортом Миддельгрунн и портом Копенгагена, после чего продолжила свой путь на юг по проливу Дрогден вокруг острова Амагер и на юго-запад в Кёгебуктен. Путешествие проходило в некоторых местах под водой. Валль отправила Стоббе несколько сообщений, в которых она писала, что всё в порядке. После полуночи сообщения прекратились.
11 августа в 1:43 (по некоторым источникам, в 2:30) Стоббе совершил звонок в полицию и сообщил о пропаже Валль. В 3:39 датская полиция получила предупреждение о предполагаемом морском происшествии.
Поиски начались рано утром. В них участвовали вооружённые силы Швеции и Дании. 11 августа в 10:14 Nautilus был замечен в заливе Кёге к юго-востоку от Амагера возле маяка Дрогден. В 10:30 была установлена радиосвязь с Мадсеном. Тот сообщил, что у него возникли технические проблемы с подводной лодкой, и обстановка на борту спокойная. В 11 утра подводная лодка затонула. Частный катер спас Мадсена, Валль с ним не было. В 13:30 датская полиция объявила, что водолазы пытаются проникнуть внутрь подводной лодки, однако это оказалось невозможно. Расследование по исчезновению Валль возглавил полицейский из Копенгагена Йенс Мёллер (дат. Jens Möller). Полиция начала подозревать, что Мадсен намеренно затопил подводную лодку. Он был арестован по подозрению в убийстве по неосторожности. Изначально на допросе Мадсен утверждал, что накануне вечером в 22:30 остановился около полуострова Рефсхалеёэн, чтобы высадить Ким Валль.
12 августа Nautilus был поднят со дна и доставлен в северную гавань Копенгагена на осмотр. Экспертиза показала, что подводная лодка затонула не случайно, а в результате преднамеренного действия. 13 августа в 10 часов утра была проведена судмедэкспертиза. В 11:30 датская полиция провела пресс-конференцию и сообщила, что на подводной лодке не обнаружено тела и что подводная лодка стала рассматриваться как возможное место преступления. 14 августа начальник дежурства полиции Копенгагена Хенрик Брикс (дат. Henrik Brix) сообщил газете Expressen, что полиция не исключает, что Валль могла быть увезена за границу, например в Германию. 16 августа действия Мадсена были переквалифицированы на более тяжкое преступление — «причинение смерти другого человека при особо отягчающих обстоятельствах». 19 августа датская газета Helsingør Dagblad сообщила, что Мадсен хотел что-то починить на подводной лодке незадолго до её затопления. 21 августа Мадсен признался, что выбросил тело Валль в море. В тот же день велосипедист нашёл женский торс (без головы, рук и ног) на юго-западной стороне острова Амагер. К торсу был прикреплен металлический груз, чтобы он не всплыл. Полиция заявила на пресс-конференции, что частично были найдены останки женщины, однако личность погибшей пока не была установлена. Утром 23 августа датская полиция сообщила через сервис Твиттер, что останки, найденные в море, принадлежат Валль. Тело было опознано с помощью генетической дактилоскопии. Также была проведена пресс-конференция, во время которой сообщили, что на борту подводной лодки были обнаружены следы крови. 29 августа полиция провела повторный обыск подводной лодки.
3 сентября адвокат Мадсена Бетина Хальд Энгмарк (дат. Betina Hald Engmark) сообщила, что он хочет, чтобы повторное слушание было открытым. Через два дня окружной суд Копенгагена открыто провёл новое слушание по делу Мадсена. Он был помещён под стражу на четыре недели по подозрению в убийстве, а также нарушении порядка.
3 октября были проведены новые слушания по делу о задержании Мадсена. 6 октября датские полицейские водолазы с помощью шведских поисковых собак (специально обученные собаки реагируют на газ, источаемый трупом на дне и выходящий на поверхность моря) обнаружили в заливе Кёге два пластиковых пакета, в которых находились голова, ноги, одежда Валль, а также нож.

## Расследование убийства Валль
Во время осмотра и вскрытия на останках Валль (в частности на торсе) было обнаружено 15 ножевых ранений в области паха и грудной клетки. По мнению экспертов, они были нанесены в момент или сразу после смерти.
7 октября полиция Копенгагена сообщила, что останки и одежда, найденные в ходе обыска в заливе Кёге, принадлежат Валль. По данным полиции, на голове Ким Валль отсутствовали следы переломов, что противоречило показаниям Мадсена о том, что Ким Валль погибла в результате несчастного случая, когда ей на голову упал тяжёлый металлический люк. 9 октября ДНК Мадсена начали проверять на совпадение с образцами из нераскрытых дел об убийствах в Швеции и Дании. 11 октября в заливе Кёге недалеко от последнего маршрута подводной лодки была найдена пила.
30 октября полиция сообщила, что Мадсен признался в том, что расчленил тело Валль и выбросил части тела в залив Кёге. Также он изменил показания о причинах смерти Валль. Он предположил, что девушка умерла от отравления угарным газом внутри подводной лодки. На следующий день Бетина Хальд Энгмарк опровергла информацию полиции о том, что Мадсен признался в смерти Валль. По её словам, полиция неверно истолковала показания Мадсена. На это полиция Копенгагена ответила следующим образом: «Питер Мадсен рассказал, что Ким Валль могла умереть из-за отравления угарным газом. Он не утверждал, что это стало причиной смерти», — сказал Йенс Мёллер. 3 ноября датская коллегия адвокатов поддержала адвоката Мадсена и раскритиковала действия полиции.
22 ноября датская полиция подтвердила, что рука, найденная в заливе Кёге 20 ноября, связана с делом о смерти Валль. Как и к туловищу, к руке были привязаны металлические трубы. 29 ноября вооружённые силы Дании нашли ещё одну руку в заливе Кёге. 11 декабря вывод судебно-психиатрической экспертизы Мадсена был передан прокурору.
16 января 2018 года прокурор представил обвинительное заключение Мадсену. Ему было предъявлено обвинение по подозрению в убийстве шведской журналистки Ким Валль, а также обвинение в сексуальных преступлениях с особо отягчающими обстоятельствами и в расчленении тела Валль.

## Суд над Мадсеном

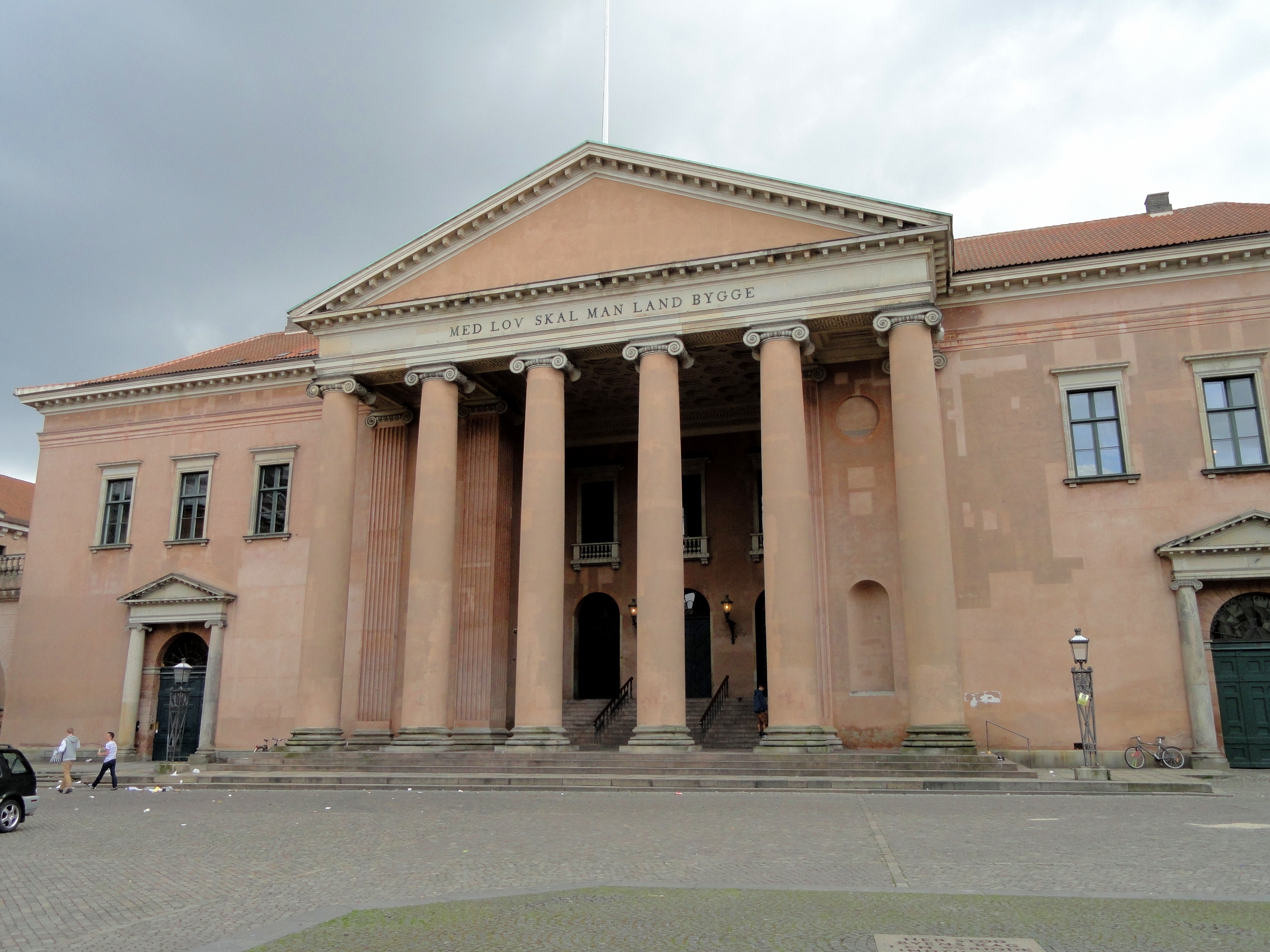
Здание суда в Копенгагене

8 марта 2018 года в окружном суде Копенгагена начался процесс против Мадсена. Прокурор Якоб Бух-Йепсен (дат. Jakob Buch-Jepsen) сообщил суду, что кровь Валль была найдена в подводной лодке, а также на лице Мадсена. Подсудимый продолжал отрицать свою причастность к убийству журналистки.
22 марта судебно-медицинский эксперт сообщил, что объяснение Мадсена по поводу смерти Ким Валль не может быть подтверждено. Также он заявил, что вскрытие выявило признаки насилия. По итогу показания дали 6 человек, включая свидетелей спасения Мадсена и партнёра Валль. На следующий день были допрошены 3 свидетеля, включая подругу Мадсена. Она рассказал, что Мадсен часто говорил на тему смерти.
26 марта было допрошено 9 свидетелей, трое из которых были любовницами Мадсена. Одна свидетельница сообщила, что они занимались сексом с удушьем, однако в основном это происходило по её инициативе. Никто из них не сообщил о том, что они были подвергнуты сексуальному насилию с его стороны.
27 марта продолжились допросы свидетелей. Одна женщина рассказала, что ей предложили посетить подводную лодку за несколько дней до смерти Валль. Суду были продемонстрированы видеоролики, найденные на жестких дисках и телефоне Мадсена. В данных видео присутствовали сцены секса и насилия.
3 апреля были заслушаны показания двух технических экспертов. Один из экспертов, проводивший техническое обследование подводной лодки, заявил, что подлодку затопили намеренно. Эксперт отверг утверждение Мадсена о том, что Валль могла быть отравлена в результате утечки газа внутри подводной лодки. Другой эксперт заявил, что Мадсен мог быть прав в своих утверждениях по поводу отрицательного давления в подводной лодке, однако отметил, что при таком сценарии температура на лодке достигла бы 100 градусов уже через несколько минут.
23 апреля прокурор и адвокат представили свои заключительные речи. Прокурор Якоб Бух-Йепсен потребовал пожизненного заключения для Мадсена. Адвокат Бетина Хальд Энгмарк потребовала шестимесячного тюремного заключения за надругательство над телом умершей.
25 апреля Мадсен был приговорён к пожизненному лишению свободы за преднамеренное убийство Ким Валль, сексуальное насилие при отягчающих обстоятельствах и надругательство над телом умершей. По словам председательствующей судьи Анетт Берко (дат. Anette Burkø), суд счёл наиболее правдоподобной версию о том, что Мадсен подверг Валль сексуальному насилию и пыткам, стремясь реализовать свои насильственные сексуальные фантазии. Адвокат сообщил, что обжалует приговор.
5 сентября в восточном окружном суде Копенгагена началось рассмотрение апелляции на пожизненный приговор Мадсену. 14 сентября заседание апелляционного суда по делу Мадсена было прервано после того, как один из присяжных потерял сознание. 26 сентября апелляционный суд оставил пожизненный приговор в силе.

## Дальнейшие события

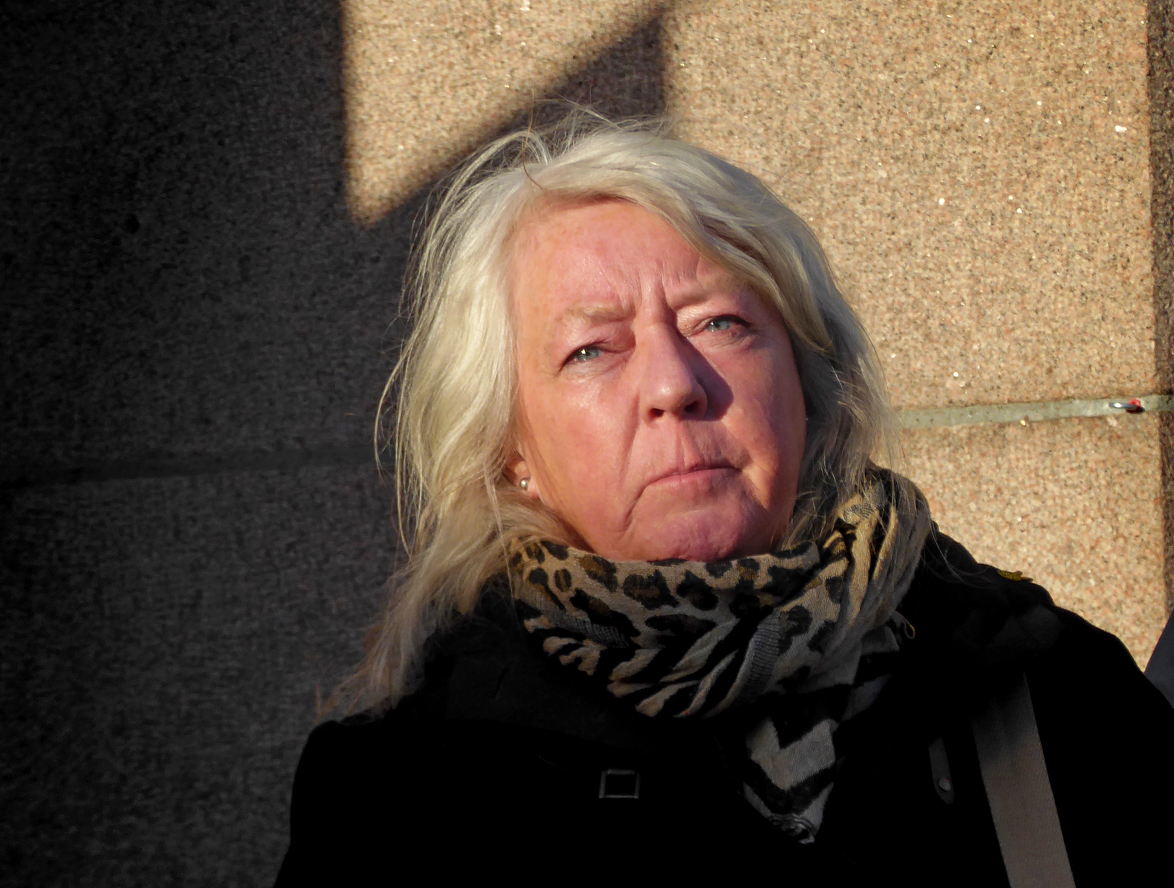
Ингрид Валль в 2019 году

После убийства Ингрид и Йоаким Валль основали мемориальный фонд имени Ким Валль, который ежегодно присуждает грант в размере 5 тысяч долларов женщинам-журналистам. В октябре 2017 года Валль была посмертно номинирована на премию «Prix Europa» в категории «Журналист года». 10 августа 2018 года в первую годовщину убийства состоялся забег, во время которого люди по всему миру пробежали или прошли дистанцию в память о журналистке. 9 ноября 2018 года Ингрид и Йоаким опубликовали книгу под названием «Книга Ким Валль: Когда заканчиваются слова» (швед. Boken om Kim Wall: När orden tar slut). Книга вышла на английском языке в 2020 году под названием «A Silenced Voice» и была переведена Кэти Саранпой. По состоянию на 2022 год они проживали в Треллеборге. В 2023 году умер Йоаким Валль.
В 2018 году Оле Стоббе написал статью, посвящённую Валль, в датской газете Weekendavisen. По состоянию на 2022 год он проживает в Копенгагене и работает преподавателем и разработчиком в компании Flot Robot, которую он помог основать в 2015 году. Он также стал известен благодаря своим проектам в области игрового и интерактивного дизайна в студии Seriously Playful.
Изначально Петер Мадсен содержался в датской тюрьме Сторстрем в Эскильструпе, однако в августе 2018 года он был госпитализирован после того, как на него напал заключённый. Вскоре он был переведен в тюрьму Херстедвестер в Альбертслунне. 19 декабря 2019 года Мадсен женился на 39-летней активистке Дженни Курпен (англ. Jenny Curpen). 20 октября 2020 года он совершил неудачную попытку побега. Он пытался запугать преследующих его полицейских поддельным пистолетом и поясом с взрывчаткой. 9 февраля 2021 года суд Копенгагена приговорил Мадсена к 21 месяцу тюремного заключения за попытку побега из тюрьмы. Согласно посту Курпен, опубликованному в социальной сети Facebook, они развелись 7 января 2022 года.
В декабре 2018 года подводная лодка Nautilus была уничтожена по решению суда.
Помимо прочего, 3 шведские полицейские собаки, участвовавшие в поисках, были удостоены награды «Полицейская собака года 2018» от шведского кинологического клуба .

## В популярной культуре
- «Расследование[дат.]» (дат. Efterforskningen) — датский телесериал 2020 года, посвящённый данному расследованию. В сериале снялись Пернилла Аугуст, Рольф Лассгорд и Пилу Асбек[61]. Родители Валль приняли участие в создании проекта[5];
- «Подводное течение: исчезновение Ким Валль» (англ. Undercurrent: The Disappearance of Kim Wall) — американский документальный сериал 2022 года, снятый Эрин Карр[62][63];
- «В глубину» (англ. Into the Deep) — датский документальный фильм 2022 года, снятый Эммой Салливан[64].

## Комментарии
1. ↑  В своих показаниях судебно-медицинский эксперт не упоминал каких-либо признаков того, что тело журналистки подверглось воздействию такой сильной жары[30].